# پارک، شهرستان سنت جوزف، میشیگان
پارک (به انگلیسی: Park Township) یک منطقهٔ مسکونی در ایالات متحده آمریکا است که در شهرستان سنت ژوزف، میشیگان واقع شده‌است.
 پارک ۹۲٫۷ کیلومتر مربع مساحت و ۲٬۶۹۹ نفر جمعیت دارد و ۲۵۵ متر بالاتر از سطح دریا واقع شده‌است.